# Stacja gazowa

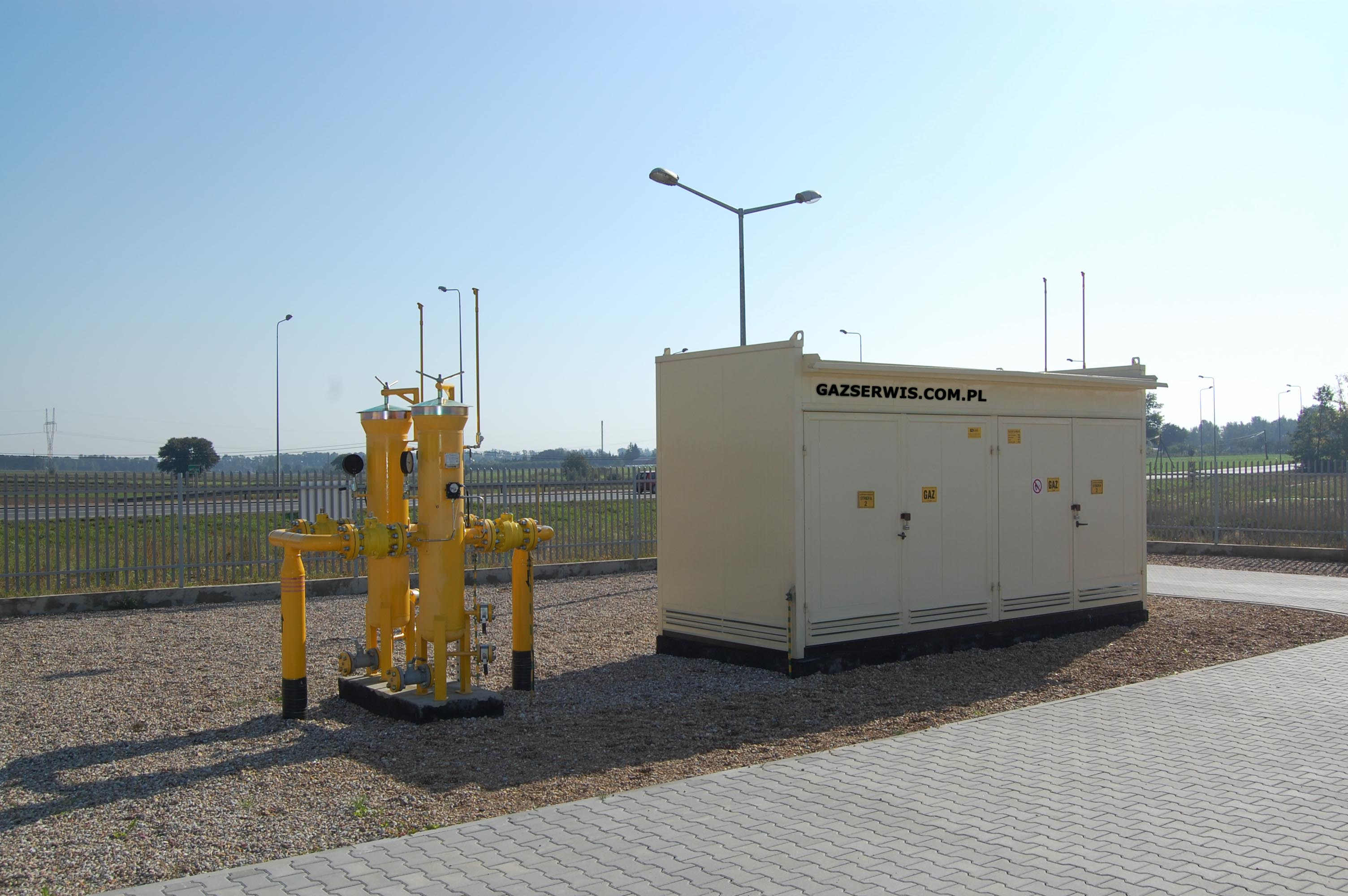
Stacja gazowa

Stacja gazowa – zespół urządzeń lub obiekt budowlany wchodzący w skład sieci gazowej, spełniający co najmniej jedną z funkcji: redukcji, uzdatnienia, pomiarów lub rozdziału gazu ziemnego, z wyłączeniem zespołu gazowego na przyłączu.
Stacja jako obiekt zawiera urządzenia i instalacje towarzyszące np. budynki, ogrodzenia, drogi wewnętrzne, instalację elektryczną, instalację odgromową, instalacje teletechniczne i inne.
Stacje gazowe instalowane są w systemach przesyłu, jak i dystrybucji. System przesyłowy gazu to gazociągi oraz stacje gazowe wysokich ciśnień pełniące rolę sieci szkieletowej. System dystrybucyjny to gazociągi oraz stacje gazowe wysokich, średnich i niskich ciśnień, pełniące rolę lokalnych źródeł zasilania mniejszych obszarów.
Podział stacji ze względu na stopień redukcji ciśnienia gazu:
- stacje redukcyjne I° – stacje wysokiego ciśnienia zasilające sieci gazowe średniego ciśnienia,
- stacje redukcyjne II° – stacje średniego ciśnienia zasilające sieci gazowe niskiego ciśnienia.

Często na stacjach gazowych I° instalowane są urządzenia nawaniające do nawaniania bezwonnego paliwa gazowego. Nawanianie następuje poprzez bezpośredni kontakt paliwa gazowego z czynnikiem nawaniającym (THT) – nawanianie kontaktowe lub z wykorzystaniem technologii wtryskowych, gdzie odmierzona dawka nawaniacza wtryskiwana jest do strumienia przepływającego paliwa – nawanianie wtryskowe.
Stacje gazowe dzielimy na kilka grup w zależności od pełnionych funkcji:
- stacje redukcyjne – stacja gazowa przeznaczona do redukcji ciśnienia gazu wraz z zainstalowanymi zabezpieczeniami przed wzrostem i spadkiem ciśnienia,
- stacje pomiarowe – stacje gazu przeznaczone do pomiarów strumienia objętości, masy lub energii gazu,
- stacje redukcyjno-pomiarowe – stacje gazu pełniące rolę stacji redukcyjnych oraz pomiarowych,
- stacje redukcji gazu na przyłączu – stacja gazu, której wejściem jest przyłącze o odpowiednich parametrach. W przypadku ciśnienia zasilania przyłącza w zakresie 0,01MPa do 0,5MPa oraz strumienia objętości gazu Qmax≤60m³/h – instalacja nazywana jest „punktem redukcyjnym” lub „punktem redukcyjno-pomiarowym” w przypadku zainstalowania urządzenia pomiarowego.